# Telfer (monorotaia)
Telfer, o Telfere elettrico, era la linea ferroviaria monorotaia del tipo "a sella" costruita a Genova nel 1914, la prima di questo genere realizzata in Italia.
Il nome era derivato dal termine inglese "telpher" (teleferica), indicante i mezzi di trasporto a fune.

## Storia

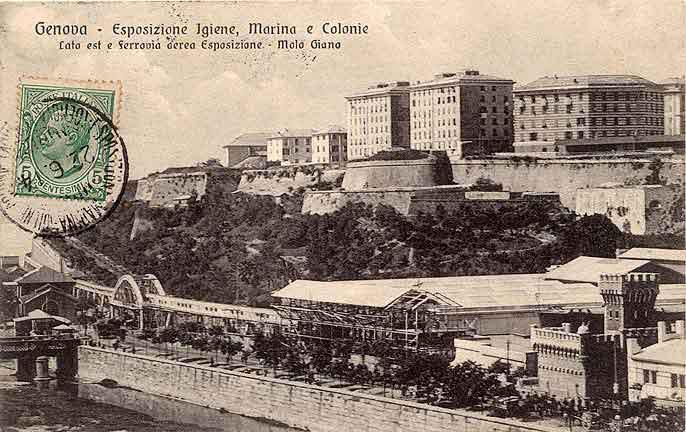
Il Telfer alla stazione conclusiva in prossimità dell'Esposizione

Promosso da Nino Ronco ed Enrico Coen-Cagli, rispettivamente presidente e ingegnere capo del Consorzio Autonomo del Porto di Genova, l'impianto fu studiato Bellani, Bonazzoli & C. e costruito dalle ditte Mantelli e Corbella, in occasione dell'Esposizione internazionale di marina e igiene marinara, per collegare l'area di piazza di Francia (ovvero la parte sud-est dell'attuale piazza della Vittoria) al molo Giano del porto, in prossimità della nuova Capitaneria di Porto. Alla stazione di arrivo era presente anche un ristorante. La monorotaia era gestita dall'UITE (Società Unione Italiana Tramways Elettrici).
Il progetto era stato studiato per collegare Milano con la zona residenziale di Milanino, a circa 8 km dalla città, ma il progetto non ebbe seguito.
Costruita in soli cento giorni quale progetto-simbolo dell'Esposizione, la monorotaia fu inaugurata il 18 giugno 1914 ed ebbe un notevole successo per tutta la durata dell'esposizione. In seguito venne modificata per il trasporto merci, in particolare carbone, dal porto agli stabilimenti posti lungo il Bisagno. La linea funzionò ancora per tutto il periodo bellico poi fu smantellata nel 1918.

## Caratteristiche
Costruita sulla base di brevetti detenuti dalla società Badoni Bellani Benazzoli (BBB) di Milano, in seguito confluita nella Antonio Badoni Lecco, la linea era percorsa da un unico convoglio, simmetrico, che correva su una sede propria formata da una trave sollevata da terra, con una rotaia di corsa alla sommità e due laterali per appoggio e guida. Per i cavalletti, relativamente piccoli e leggeri, si aveva un esteso impiego del cemento armato, la grande innovazione tecnica di quegli anni. La trave di appoggio aveva una sezione a T rovesciato, larghezza alla base 0,85 m ed altezza 1,90 m, alla sommità era fissata su longherine in quercia la rotaia Vignoles da 36 kg/m, poco sotto un ferro ad U su isolatori in vetro per l'alimentazione elettrica, lungo gli spigoli inferiori due guide per le ruote orizzontali, ricavate da barre a L.
Ogni tronco aveva la lunghezza di 60 m, suddiviso in quattro campate diseguali (13,25 m le esterne e 16,75 m le interne), era sostenuto da cinque cavalletti, di cui quello centrale rinforzato, con quattro gambe contro le due degli altri.

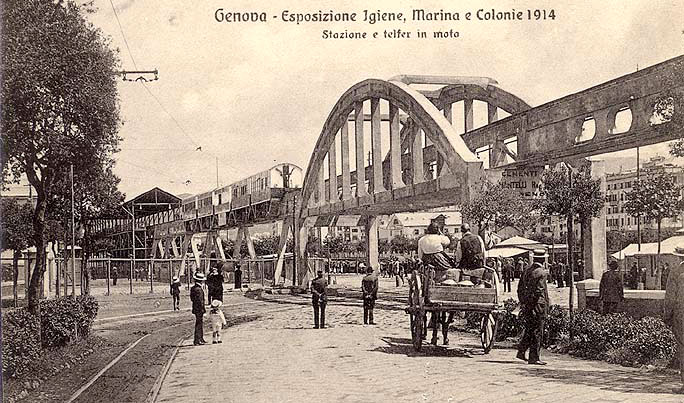
Il Telfer in moto presso la stazione di piazza di Francia

I veicoli, posti a cavallo della trave e appoggiati su ruote centrali a doppio bordino, avevano cofani interni alti circa un metro per coprire le ruote alle estremità ed appendici laterali prolungate in basso per i rulli di guida.
I sedili erano posti in quattro file longitudinali, due per lato, sovrapposte a gradinata, con la spalliera all'interno. I posti a sedere erano 38, in piedi 12 e si potevano ribaltare i sedili ottenendo 80 posti tutti in piedi. Le porte di accesso erano tre per lato.
L'elemento motore possedeva quattro ruote, tutte motrici, del diametro di 700 mm, ciascuna collegata ad un motore AEG - Thomson Houston da 40 hp a 500 V, regolazione mediante controller come i tram. Il freno era ad aria compressa a doppio ceppo per ogni ruota. In caso di guasto o mancanza di energia era previsto lo spostamento a mano: quattro uomini, innestando manovelle con trasmissione ridotta agente su due ruote motrici, potevano spostare il treno sino in stazione. Il manovratore dalla cabina di guida centrale (il locomotore era posto in centro al convoglio, con due vagoni per parte) poteva vedere solo sporgendosi lateralmente, per questo motivo erano posti dispositivi di sicurezza automatici per l'arresto del treno in stazione. L'intero convoglio a pieno carico portava circa 350 persone e pesava 80 tonnellate. Tutto il materiale rotabile era stato costruito dalla Carminati & Toselli di Milano.
Elemento interessante era la presenza sulle carrozze di un dispositivo di arresto in corrispondenza delle fermate, che anticipava soluzioni poi diffuse sulle metropolitane.

## Percorso
| Unused urban continuation backward |

| Unused straight waterway | Unknown route-map component "exKBHFa" |  |

| Unused straight waterway | Unknown route-map component "exSTR" |  |

| Unused straight waterway | Unknown route-map component "exSTRl" | Unknown route-map component "exKBHFeq" |

| Unused urban continuation forward |

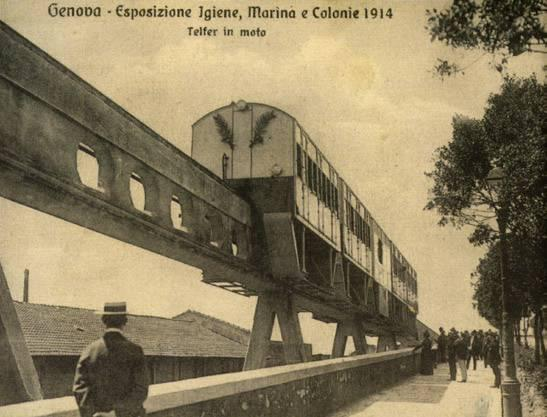
Il Telfer in moto nel tratto di corso Aurelio Saffi

Il Telfer collegava la zona di piazza di Francia (diventata in seguito l'estremità sud-est di piazza della Vittoria) col molo Giano: partendo in prossimità del ponte Bezzecca, in corrispondenza dell'area dove poi venne edificato il palazzo della questura, attraversava obliquamente con una campata di 26 m il corso Aurelio Saffi, poi seguiva in rettilineo in via del Feritore lungo il torrente Bisagno, tenendosi adiacente al muraglione di sostegno del corso. Raggiunto il mare, la linea girava ad ovest e proseguiva sulla scogliera, sempre seguendo il muraglione, passava davanti ai bagni popolari della Strega, poi con un'ampia curva si avvicinava all'antica batteria della Stella, che attraversava a raso entrando ed uscendo da finestroni allargati.
Si proseguiva poi in rettilineo, tagliando in viadotto lo specchio d'acqua davanti ai bagni della Cava, per giungere alla base del molo Giano; con una stretta curva di appena 50 m di raggio il Telfer si inseriva sul bordo esterno del muraglione, lo percorreva per circa 370 m per giungere sino alla stazione terminale in prossimità della torre dei piloti. L'intera tratta era lunga 2,227 km, con altezza media dal terreno di 4 m, eccetto il breve tratto sul molo Giano, che era realizzato in legno. Tutta la trave era in cemento armato appoggiato su 72 cavalletti di cui un terzo in mare, il percorso veniva compiuto alla velocità di 20-30 km/h, in circa sette minuti. Il treno viaggiava ogni mezz'ora dalla 9:00 alle 24:00, biglietto di corsa semplice 1,00 lira (circa 3,70 euro attuali), andata e ritorno 1,50 lire (circa 5,50 euro attuali), riduzioni per azionisti, militari, ragazzi e comitive.